# Col·legi de San Xerome
El Col·legi de San Xerome (en gallec: Colexio de San Xerome) és un edifici civil de la ciutat de Santiago de Compostel·la, a Galícia, situat al costat meridional de la praza do Obradoiro, la qual tanca per aquest costat. És anomenat també Col·legi d'Artistes.

## Història
Aquest col·legi major era, originalment, una fundació de l'arquebisbe compostel·là Alonso III de Fonseca, amb la intenció de dedicar-lo a col·legi d'estudiants pobres i artistes, que se situava en el denominat Hospici de l'Azabachería. Depenia del Col·legi de Fonseca.
Durant el segle xvii, el 1652, es va decidir traslladar-lo d'aquesta ubicació. Per això es va edificar un nou edifici, en la llavors anomenada plaça de l'Hospital (ja que hi havia l'Hospital dels Reis Catòlics), i que és l'actual plaça de l'Obradoiro. Fins fa pocs anys s'atribuïen els plànols a l'arquitecte Bartolomé Fernández Lechuga, i el pati al prestigiós José de la Peña Toro; però fins avui es desconeix qui va ser realment l'autor de l'edificació. Hi va estudiar cànons i lleis Bartolomé Raxoi e Losada.
Estava dotat d'un vicerector i tres professors. Va desaparèixer com a col·legi major el 1840.

## Descripció
El resultat va ser un edifici de línies pures i amb dos cossos d'altura, en el qual es va inserir el pòrtic medieval, procedent de l'Hospici, que fins a aquella altura acollia el col·legi, que s'acostuma a datar entre 1490 i 1500. Aquest element arqueològic va ser mal interpretat en anys passats, en prendre's per una llarga persistència d'hàbits constructius dels mestres arquitectes gallecs i prova de l'arrelament de l'art romànic a Galícia.

## Usos
Durant bona part del segle xx, va ser seu de l'Escola Normal de Magisteri. Des dels anys 1980 alberga el Rectorat de la Universitat de Santiago.